# ماهیچه سرینی میانه

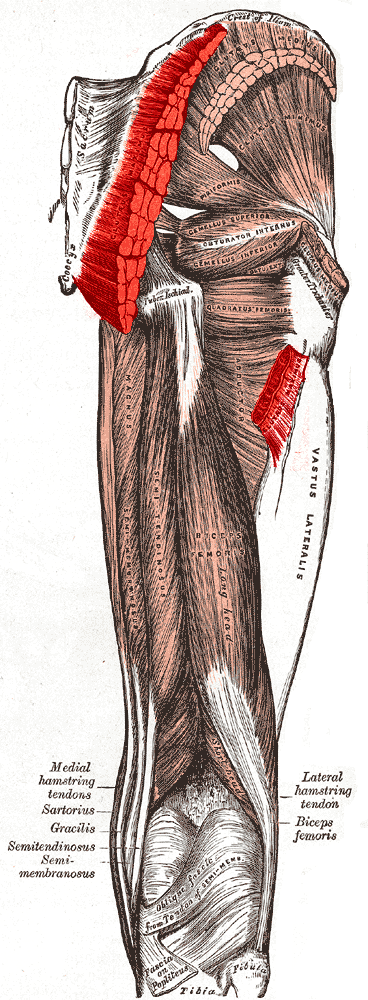
ماهیچه سرین

ماهیچه سُرینی میانه یا عضله گلوتئوس مدیوس (Gluteus medius) یکی از ماهیچه‌های سرینی است. ماهیچه سرینی میانه ماهیچه اصلی دورکننده (ابداکتور) ران است و جلوگیری از چرخش داخلی و نزدیک شدن ران به عهده این عضله است. فعال شدن نامناسب یا کاهش فعالیت این عضله، منجر به مقاومت کمتر در برابر چرخش داخلی و نزدیک شدن ران می‌شود.
ماهیچه سرینی میانه (میانه از نظر حجم، بین سرینی بزرگ و کوچک) در قسمت خلفی به وسیله عضله سرینی بزرگ پوشیده شده‌است. ماهیچه سرینی میانه از روی سطح سرینی (سطح خارجی) استخوان بی‌نام شروع می‌شود و تارها بعد از سیر به طرف پایین به طرف یکدیگر نیز کشیده شده و کشل یک بادبزن را به عضله می‌دهند. عضله در انتهای تحتانی به سطح جانبی برجستگی بزرگ استخوان ران چسبندگی پیدا می‌کند.
ناحیه سُرِین از سه عضله تشکیل شده‌است: ماهیچه سرینی بزرگ، ماهیچه سرینی میانه و ماهیچه سرینی کوچک. این ماهیچه‌ها از نوع مخطط بوده و نقش مهمی در دویدن و راه رفتن ایفا می‌کنند.

## مسیر
ماهیچه سرینی میانه از سطح خارجی ایلیوم (زیر ماهیچه سرینی بزرگ) مبدأ گرفته و به برجستگی (تروکانتر) بزرگ استخوان ران ختم می‌شود. از عصب سرینی فوقانی عصب دهی می‌شود و عمل آن چرخش داخلی پا و ابداکسیون لگن است.

## شباهت به ماهیچه دالی
عضله گلوتئوس مدیوس شبیه‌ترین عضله به لحاظ عملکردی به ماهیچه دالی (دلتوئید) است. عضله دلتوئید در راس شانه قرار داشته و گردی این ناحیه را ایجاد می‌کند. به لحاظ عملکردی، بخش جلویی این عضله فلکسور و مدیال روتاتور، بخش میانی (به کمک بخش‌های قدامی و خلفی) ابداکتور و بخش خلفی اکستانسور و لترال روتاتور بازو در مفصل شانه است. عضله گلوتئوس مدیوس دقیقاً مانند عضله دلتوئید به نواحی قدامی، میانی و خلفی تقسیم شده و هر کدام از این قسمت‌ها همان عملکردی را دارند که معادل آن در عضله دلتوئید دارد. با این وجود یک تفاوت اساسی میان دلتوئید و گلوتئوس مدیوس وجود دارد و آن اینکه عضله دلتویید از سر بازویی خود عمل کرده و باعث دور شدن اندام فوقانی از تنه می‌شود اما گلوتئوس مدیوس از سر گلوتئال (لگنی) خود عمل کرده و باعث حفظ وضعیت لگن در وضعیت افقی و پیدایش انواع حرکات در لگن در حین راه رفتن می‌شود.

## نگارخانه

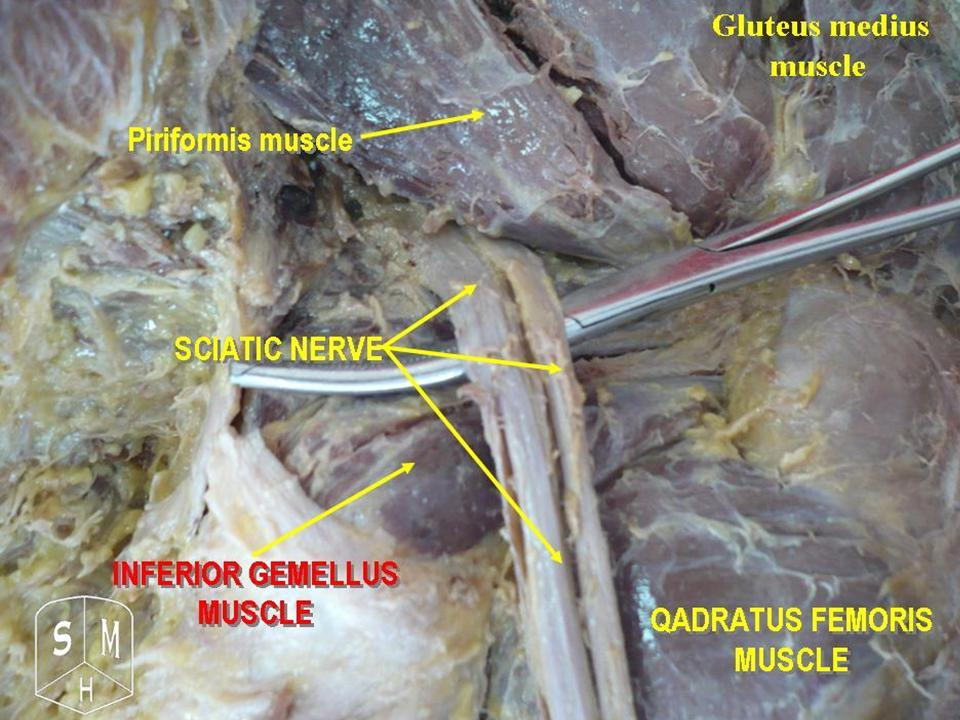
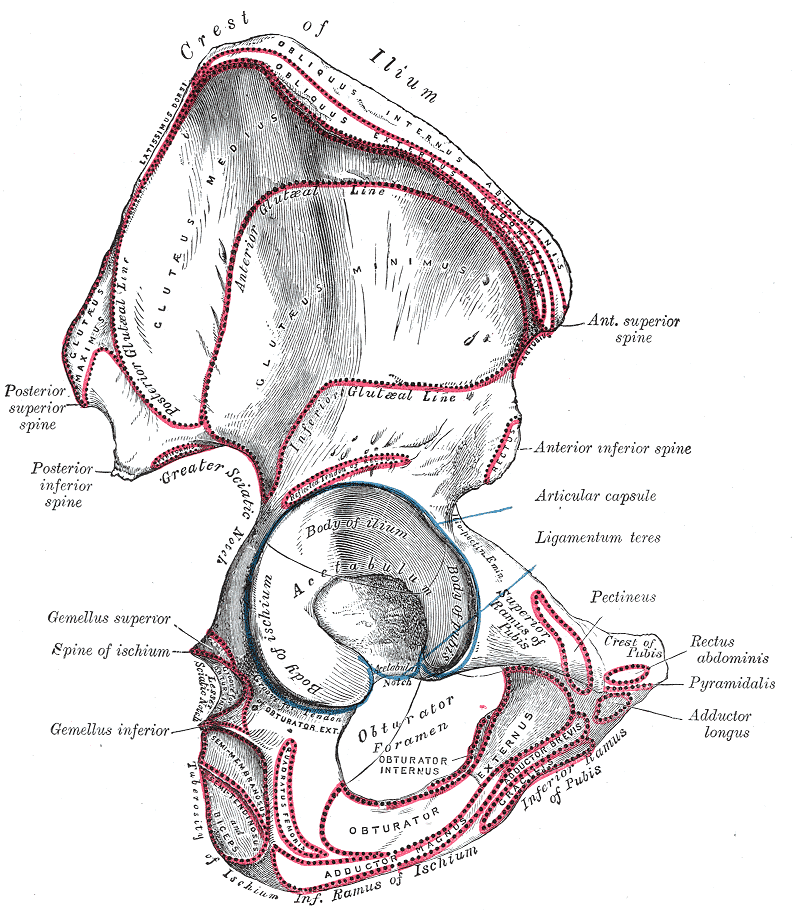
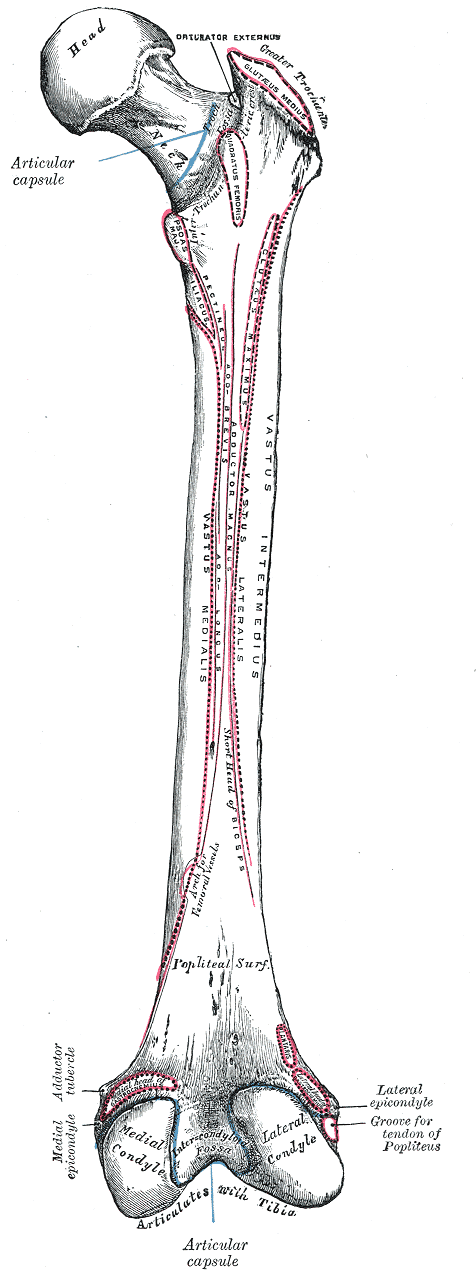
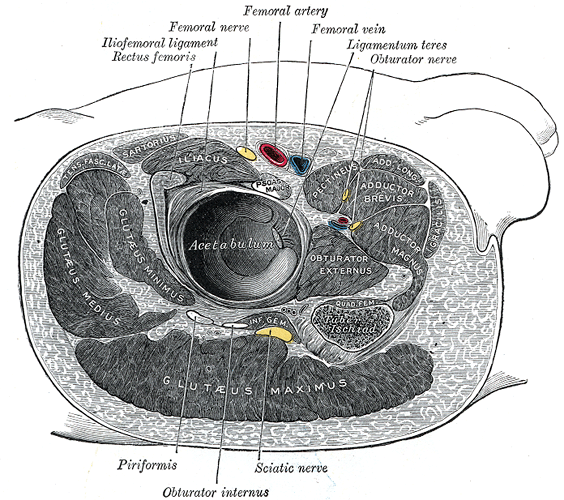
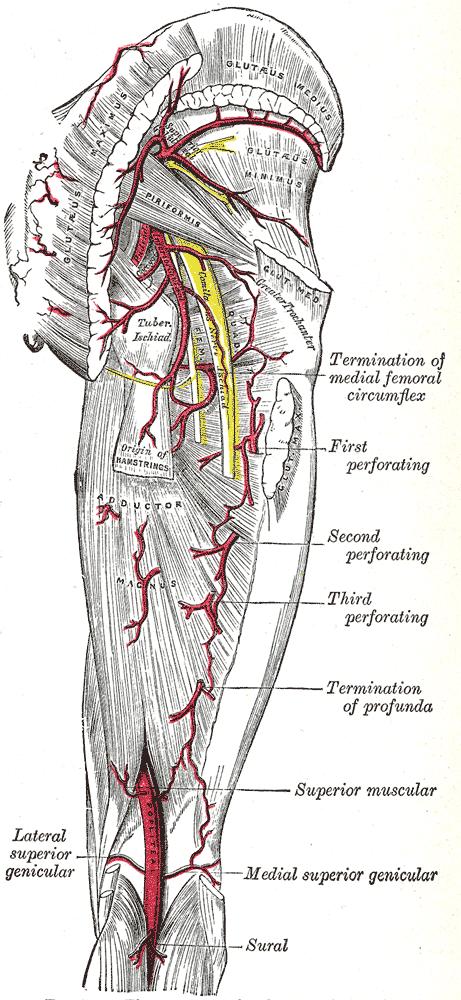
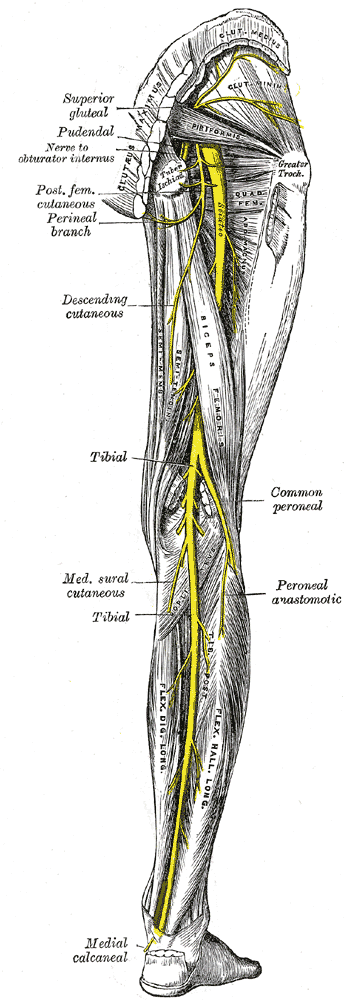
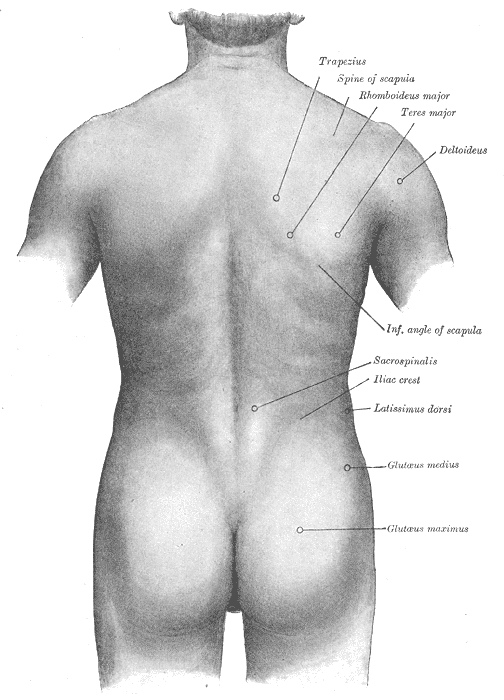
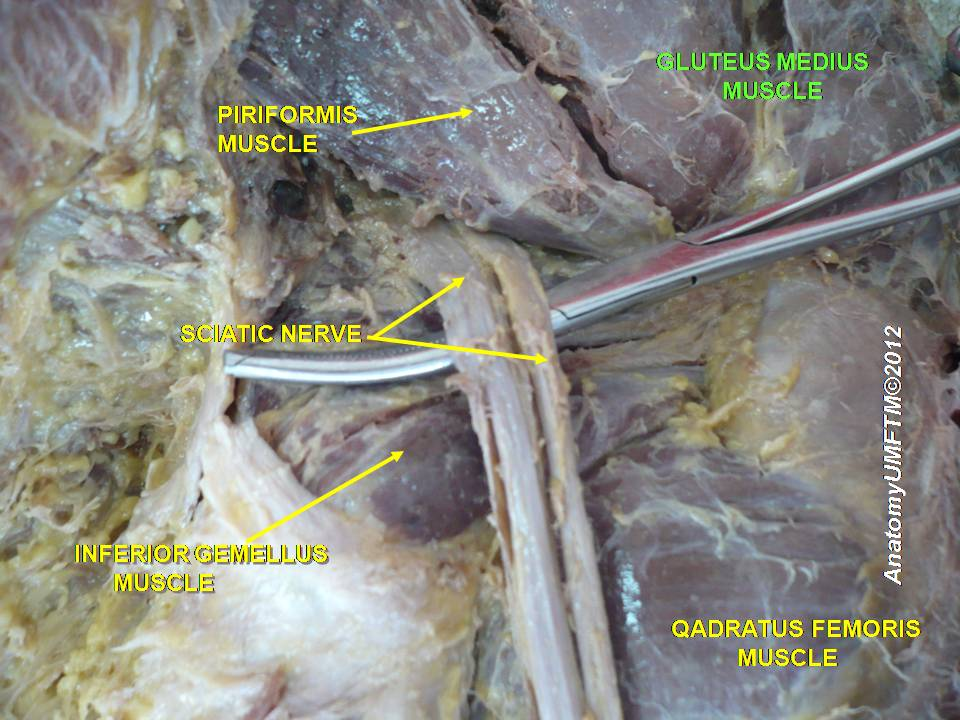